# 波蒂亚·辛普森-米勒
波蒂亚·柳克丽霞·辛普森-米勒（Portia Lucretia Simpson-Miller，1945年12月12日—），牙买加政治家。1976年首次當選眾議員議員，後於2006年开始担任人民国家党党魁及该国第一位女性牙买加总理，至翌年輸掉大選而下野。2011年12月29日人民国家党赢得国会选举63席中的41席，她于2012年1月再次上臺担任总理。至2016年牙買加大選後人民国家党於下院議席比對手工黨少一席，遂再度下野。2017年辭去黨魁及下院議員，正式退出政壇。

## 早年
她生于牙买加伍德霍尔。

## 个人生活
她的丈夫是牙买加电信公司 Cable & Wireless 前执行总裁Errald Miller。
2006年5月29日，她和她丈夫被授予国家荣誉——The Most Honourable头衔。